# Meghyperus nitidus
Meghyperus nitidus är en tvåvingeart som beskrevs av Axel Leonard Melander 1902. Meghyperus nitidus ingår i släktet Meghyperus och familjen dvärgdansflugor.
Artens utbredningsområde är Idaho. Inga underarter finns listade i Catalogue of Life.